# Hypoconcha californiensis
Hypoconcha californiensis är en kräftdjursart som beskrevs av Eugène Louis Bouvier 1898. Hypoconcha californiensis ingår i släktet Hypoconcha och familjen Dromiidae. Inga underarter finns listade i Catalogue of Life.